# Felteffekttransistor
 For alternative betydninger, se FET.
En felteffekttransistorer (FET) er en af flere transistortyper, som er elektriske komponenter indlejret i en mikrochip og pakket ind i et hus med typisk tre eller fire tilledninger (også kaldet ben). Deres formål i næsten al elektronik er at forstærke elektriske signaler (analog styring) eller fungere som en elektrisk kontakt (digital styring).
FET anvendes i dag (2004) stort set i alle digitale kredsløb; digitale ure, frekvenstællere, computere, hukommelseskredse (RAM, ROM) og CPUer – indlejret i integrerede kredsløb. Grunden til FETs store udbredelse i dag er, at digitale kredsløb baseret på FETs kun bruger energi i selve skifteøjeblikket. Det betyder at digitale kredsløb baseret på FETs bruger energi proportionalt med taktgiverens frekvens.
I dag er FET stærkt udbredt i effektelektronik som f.eks. SMPS (f.eks. vekselrettere), elmotor-kommutering, udgangsforstærkere, radiosendere, fjernsyn.
Frem til midten af 1970'erne havde FETten en nichetilværelse, da datidens FETs havde større parameterspredning og var dyrere. Dengang var nicherne anvendelser, hvor det var ønskeligt med en høj indgangs-impedans. F.eks. måleapparaters første forstærkertrin i:
- oscilloskop-indgange.
- multimetre
- operationsforstærkere (f.eks. med typenumrene: CA3130, CA3140, LF356, LF357, NE5534A...)
  - Lavstrøms:  (f.eks. med typenumrene: TLC271, TS271, LPC661...)

## FET-typer
| N-channels: |      |                 |                   |
| P-channels: |      |                 |                   |
|             | JFET | depletion IGFET | enhancement IGFET |

FET findes i mange typer/varianter:
- JFET, J-FET (står for Junction FET)
- Schottky JFET
  - MESFET (=MEtal Semiconductor FET)
    - dobbel-gate-MESFET (overvejende laveffektsanvendelser)
    - Effekt MESFET

  - HEMT, HFET (High Electron Mobility Transistor)
  - PHEMT
- IGFET (Står for: Insulated Gate FET)
  - depletion (FET leder ved Vgs=0V) og enhancement, E (FET leder ikke ved Vgs=0V) (f.eks. EMOSFET) varianter
  - MOSFET (=Metal Oxide Semiconductor FET)
    - dobbel-gate-MOSFET
    - MOSFET (overvejende laveffektsanvendelser)

  - MOSFET (burde hedde SOSFET[1])
    - Effekt MOSFET (burde hedde Effekt SOSFET)
      - Fabrikant salgsnavne: VMOS, TMOS, DMOS, MegaMOS, HEXFET, HiPerMOS, SIPMOS, TrenchMOS.
      - LDMOS

Ligesom den almindelige bipolare transistor, fås FET også i 2 polariteter: n-channel og p-channel. Dette noteres ved at skrive N-, n-, P-, p- eller N,P,n,p foran FET-navnet – f.eks. N-MOS, NMOS, P-MOS eller PMOS.
Der er også en fællesbetegnelse for anvendelse af både N-Mos og P-Mos i et elektrisk kredsløb; Cmos, CMOS eller C-Mos, som står for eng. Complementary-MOS.

## Hvordan virker en FET i praksis
Herunder beskrives nogle eksperimenter, man kan udføre med en FET transistor. Den har typisk tre aktive tilledninger kaldet ved de engelske ord; gate, drain og source. Nogle IGFET har to gates kaldet gate-1 og gate-2, disse IGFETs har så fire aktive tilledninger. Højeffekt HF FETs kan have delt source tilledningen i to med formålet at minske selvinduktionen hertil.
Når man udforsker en FET elektrisk samtidig på de tre ben, bliver resultatet overraskende pga. nogle kvantemekaniske effekter i det tynde gate-område.
FETs kan grundlæggende anvendes på tre måder kaldet jordet source-, jordet drain- og jordet gate-kobling i fagsprog.
Efter en del forsøg har man fundet ud af, at den måde at forbinde transistoren, der er mest generelt anvendelig, er at benytte source forbundet til 0 V ('jord'), jordet-source-kobling. Her kobles indgangssignalet til gate og drain bruges som udgang.
Så er spørgsmålet, om man skal anvende spændinger eller strømme som indgangs- og udgangssignaler. Selvfølgelig vil de fysiske størrelser strøm og spænding begge være til stede, men hensigten er at finde et reproducerbart eksperiment, som kan forstærke (eller styre) signaler.

### Mere om polaritet
Som tidligere nævnt FET findes i to polariteter; n-channel og p-channel:
- En n-channel FETs drain forudsættes at være positivt (eller nul) forspændt i forhold til source for at muliggøre styring via gate. Gate har en gate-tærskel som både kan være positiv eller negativ spænding i forhold til source, for kunne aktivere (og styre) drain til source strøm.
- En p-channel FETs drain forudsættes at være negativt (eller nul) forspændt i forhold til source for at muliggøre styring via gate. Gate skal have negativ spænding i forhold til source, for kunne aktivere (og styre) drain til source strøm.

### MOSFET: BUZ12: fysiske grænser
En af de N-channel MOSFETs, der for nogle år siden var ret populær (ca. 1995), har typenummeret 'BUZ12'. Pga. MOSFET popularitet findes der mange fabrikanter fra forskellige verdensdele som producerer MOSFETs der parametermæssigt ligner hinanden og BUZ12 har mange – f.eks. STP45NE06, 2SK2385, HUF75321P3, IRFZ40).

Fabrikanterne af denne transistor har dimensioneret den således, at der maksimalt må løbe følgende strømme:
Is < 42 A
Id < 42 A
Udover strømgrænserne er der følgende spændingsgrænser, der skal overholdes:
|Vgs| < 20 V
Vds < 50 V
Herudover må der maksimalt afsættes 125 watt.
Og så den sidste vigtige grænse: temperaturen inde i transistorchippen må maksimalt være 150 °C. 
Bliver nogen af ovenstående grænser højere end det opgivne, vil fabrikantens tekniske data, opgivet for transistoren, ændre sig permanent. Det er som regel til det dårligere.
Fabrikanten har målt, at der er en varmemodstand mellem chippen og den omgivende luft på 75 K/W. K står for Kelvin (temperaturforskellen). W står for effekten i watt. Overgangen fra chip til metalpladen i huset har en varmemodstand på mindre end 1 K/W. Dette er interessant når større effekter ønskes afsat i FETten.
Er den omgivende lufttemperatur 25 °C og transistoren spændes på en køleplade med en varmemodstand på 2 K/W fra transistorplacering til luft – og der regnes med et varmeledningstab fra transistor til køleplade på 1,5 K/W, må der maksimalt afsættes følgende effekt i chippen:

{\displaystyle {\frac {T_{maxchip}-T_{luft}}{modstand_{chiptilmetalhus}+modstand_{metalhustilkoeleplade}+modstand_{koelepladetilluft}}}={\frac {150-25}{1+1,5+2}}ca.=28watt}
Modstandchip til metalhus hedder typisk på engelsk: Resistancejunction-mountingbase kort: Rj-mb.

### Forsøg 1: spændingsstyring
-Vi sætter: Vds=5 volt og husker en strømbegrænsning af Id på 5 A (så er effekten begrænset til 25 W).
Ved anvendelse af spændingsstyring af input (Vgs), finder man ud af Id stiger og falder kraftigt for Vgs omkring ca. 3 V. Dette arbejdspunkts Vgs kaldes for gatens tærskelspænding: Vgs(th) (th for eng. threshold). Forskellige FET med samme typenummer har sædvandligvis forskellig gate tærskelspændinger.
For 4,5 > Vgs > 4 V viser det sig at ΔId/ΔVgs ændrer sig nogenlunde langsomt, hvilket betyder at FETten i dette arbejdsområde kan anvendes som en nogenlunde lineær forstærker.
I MOSFETtens lineære område opfører den sig som et elektronrør. Hældningen ΔId/ΔVgs kaldes for stejlheden og måles i A/V eller siemens. Det typiske stejlhed for BUZ12 er 23 siemens eller ækvivalent 23 A/V, hvilket betyder at Id ændrer sig med 23 A når Vgs ændrer sig med 1 V.

### Forsøg 2: strømstyring
-Vi sætter: Vds=5 volt og husker en strømbegrænsning på 5 A.
Ved anvendelse af strømstyring af input (Vgs), finder man ud af, at strømmen Id falder og stiger voldsomt når man forsøger sig med strømstyring. Faktisk viser det sig at g-s virker som en elektrisk kondensator på ca. 1 nF. Hvis der løber en jævnstrøm i gate skyldes det beskyttelses-zenerdioderne som fabrikanten med vilje har placeret i chippen over g-s-terminalerne. Grunden er at g-s kondensatoren ved for høj spænding vil gå i stykker.

### Forsøg 3: Vgs > 4,5 V
-Vi sætter en Id strømbegrænsning på 28 A – og varierer 1 V > Vds > -1 V og for hver variation noteres Vds og Id.
For hver valgt og fastholdt 20 V > Vgs > 4,5 V varieres 1 > Vds > -0,6 V. Her viser det sig, at FETtens d-s-strækning opfører sig ret lineært (ΔVds/ΔId). D-s-strækningen virker faktisk som en ohmsk modstand. Arbejdsområdet hvor Vds er lav og Vgs høj kaldes FETtens ohmske område. Bipolare transistorer har ikke sådan et område.
For -0,6 V > Vds stiger strømmen eksponentielt. Grunden hertil er at d-s-strækningen i de fleste effekt MOSFET (TMOS...) inkl. BUZ12, indeholder en "utilsigtet" effektdiode, der kan tåle ligeså høje strømme som MOSFETten.

### Hvorfor er det interessant med stejlheden?
Det er det fordi vi er interesseret i at forstærke signaler. Det at forstærke vil sige at gange med en fast faktor, uafhængig af input-signalets styrke. F.eks. er spændingen mellem en svag og stærk radiokanal 7,5 uV og 75mV på en radioantenne ved en belastning på 75 ohm. Med Ohms lov kan vi regne strømmen ud til at være mellem 0,1uA og 1mA. Skal vi lytte til lyden fra en radiokanal, skal vi strømforstærke mellem 1.000.000 og 100 gange, for at vi kan høre radiokanalen i højttaleren. Her forudsættes en strøm på 100mA i en højttaler på f.eks. 8 ohm.
Teoretisk kunne man sætte en 75 ohm over g-s-strækningen og sætte en udgangstransformator mellem drain og forsyningsspændingen. I praksis foretrækkes andre tilpasningsmetoder.
En FET med fælles-source i det lineare arbejdsområde opfører omtrent som en spændingsstyret strømgenerator.

### Substrat
En fet har nogle gange også en separat terminal kaldet substrat. Substrat er ganske enkelt selve chippens fysiske bundmateriale.
For effekt MOSFETs vedkommende har man intet valg – substrat er konstruktionsmæssigt forbundet til source. Konsekvensen er, at der er en diodevirkning mellem drain og source i spærreretningen. For effekt MOSFETs vedkommende må denne diode designes til at forspændes i lederetningen og denne diode er normalt ligeså hurtig og kan tåle ligeså meget strøm som selve effekt MOSFETten.
Hvis substrat er tilgængelig som et separat ben, skal det forbindes – enten til source eller til en "lavere" (negativ ved n-channel; positiv ved p-channel) spænding end source og drain (hvis drain kan blive "lavere" end source). I CMOS 4000-seriens IC-kreds 4007 er der et separat ben, som er substrat for alle MOSFETene i kredsen.
Substrat bør ikke være uforbundet, da den har en vis virkning på fettens overføringsfunktion og en uforbundet substrat vil gøre, at mange af fettens parametre utilsigtet driver noget.